# Walter Stain
Walter Stain (n. 27 decembrie 1916, Praga – d. 3 februarie 2001, Mainstockheim) a fost un politician german. Stain și-a început activitatea politică în Partidul germanilor sudeți (SdP) care era sub conducerea lui Konrad Henlein. După 1938 a devenit „Gaujugendführer” în anul 1947 este lăsat liber din prinzioneratul italian. Începe o activitate de a sprijini refugiații germani din Cehia. Ajunge membru în partidul bavarez CSU, unde ocupă diferite funcții ca secretar de stat, ministrul muncii și problemelor sociale. Rolul lui mai important fiind ajutorarea germanilor refugiați din afara granițelor Germaniei. Între anii 1986 și 1989 este președintele Uniunii bavareze Witik (Witikobund) care a sprijinit refugiații iar în anul 1967 este considerată o organizație radicală de dreapta.